# Acton Central
Acton Central – stacja kolejowa w Londynie, na terenie London Borough of Ealing, zarządzana i obsługiwana przez London Overground jako część North London Line. W systemie londyńskiej komunikacji miejskiej należy do trzeciej strefy biletowej. W roku statystycznym 2009-10 skorzystało z niej ok. 957 tysięcy pasażerów. 

## Galeria

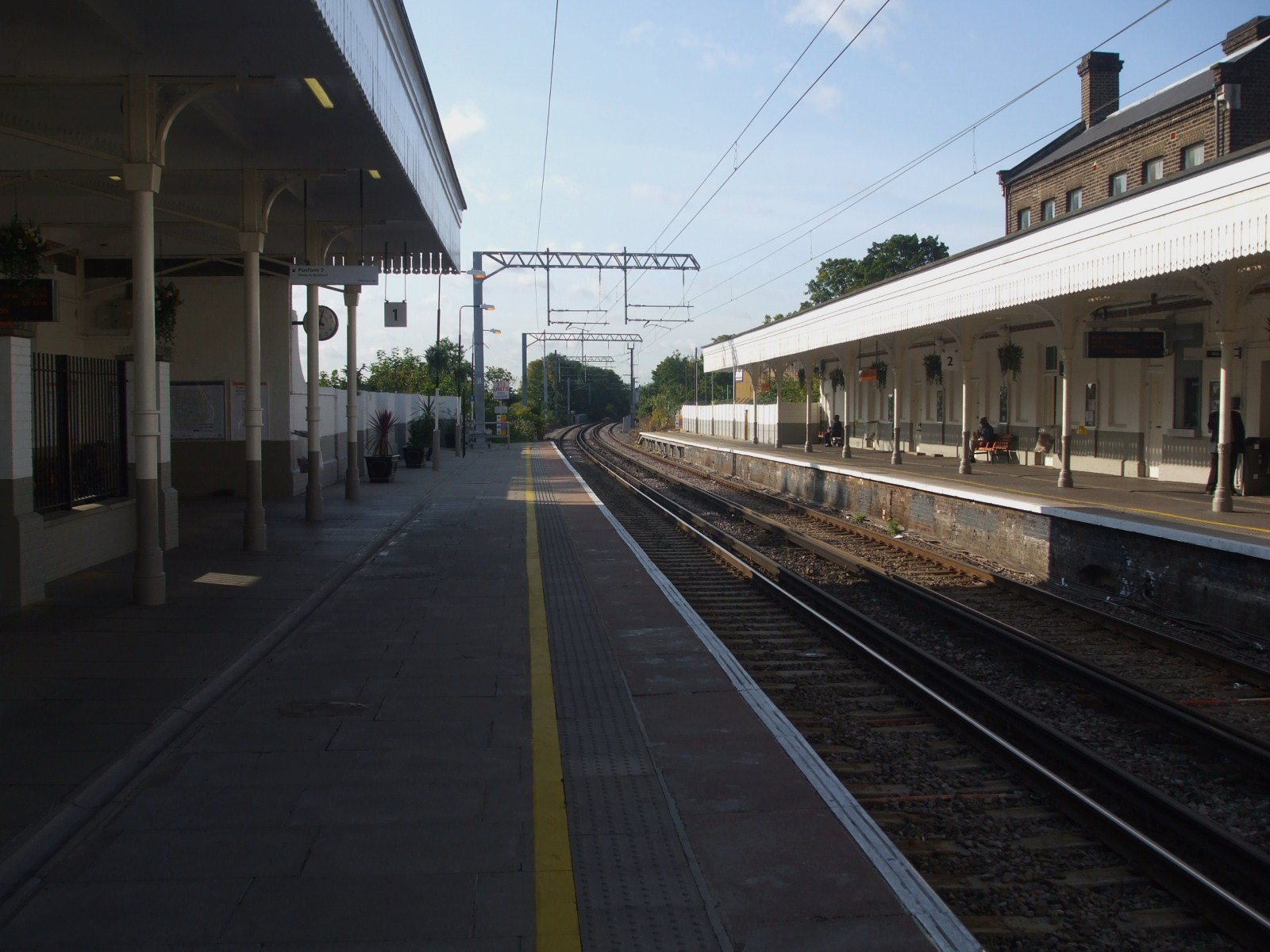
Perony
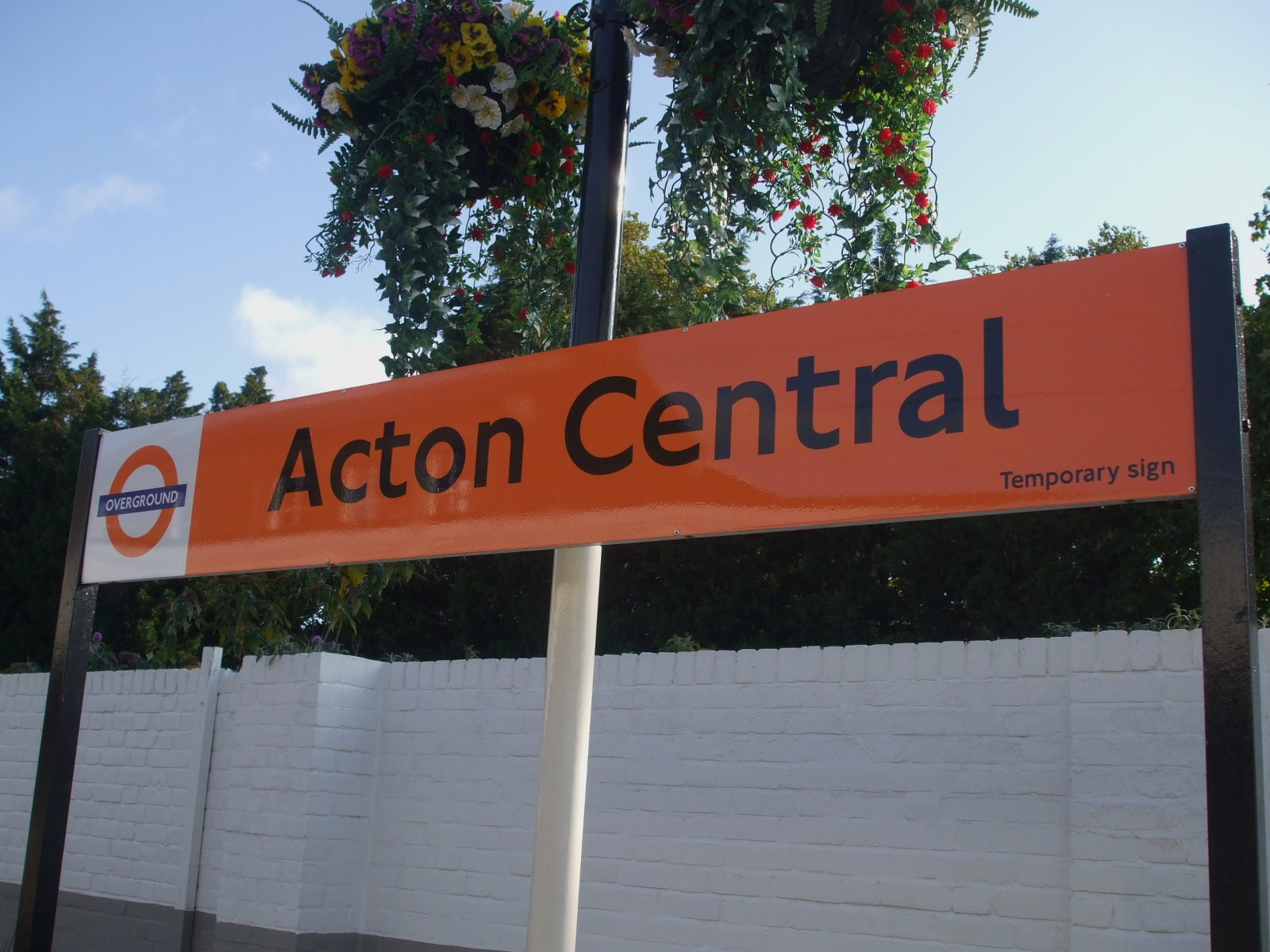
Tablica z nazwą stacji